# Ahmed Abdel-Sattar
Ahmed Abdel-Sattar (arabe : احمد عبد الستار نواس), né le 6 juillet 1984 à Amman en Jordanie, est un joueur de football international jordanien, qui évolue au poste de gardien de but.

## Biographie

### Carrière en sélection
Il joue son premier match en équipe de Jordanie le 8 juin 2007, en amical contre l'Irak (1-1).
En janvier 2019, il est retenu par le sélectionneur Vital Borkelmans afin de participer à la Coupe d'Asie des nations organisée aux Émirats arabes unis, en tant que gardien remplaçant.

## Palmarès
Shabab Al-Ordon Club
| - Championnat de Jordanie (1) : - Champion : 2005-06. - Vice-champion : 2008-09. - Coupe de Jordanie (2) : - Vainqueur : 2006 et 2007. - Finaliste : 2008 et 2009. |  | - Coupe JFA de Jordanie (1) : - Vainqueur : 2007. - Supercoupe de Jordanie (1) : - Vainqueur : 2007. - Finaliste : 2006. - Coupe de l'AFC (1) : - Vainqueur : 2007. |